# Hymenophyllum pilosum
Hymenophyllum pilosum är en hinnbräkenväxtart som beskrevs av Cornelis Rugier Willem Karel van Alderwerelt van Rosenburgh. Hymenophyllum pilosum ingår i släktet Hymenophyllum och familjen Hymenophyllaceae. Inga underarter finns listade.